# Клетва в залата за игра на топка
Клетва в залата за игра на топка (на тенис корта) (на френски: Serment du jeu de paume) е демонстративен акт на гражданско неподчинение на депутатите от третото съсловие (непривилегированите класи на френското общество) на крал Луи XVI на 20 юни 1789 г. по време на провеждане на Генералните щати в самото начало на Френската революция. Клетвата е дадена в двореца Версай, в залата за игра на топка (жьо дьо пом – старинна игра c топка, предшественик на тениса). Делегатите си дават дума да не се разпускат до приемането на конституция.

## История
Най-радикалната група депутати на Генералните щати е от третото съсловие. На 17 юни 1789 година те се самообявяват за Национално събрание и започват да наричат себе си Учредително събрание. Три дни по-късно, явявайки се за заседание, депутатите намират залата затворена по кралска заповед и с караул. Официално това не е свързано с политиката, а с траур поради смъртта на дофина Луи-Жозеф Ксавие Франсоа, починал от туберкулоза на 4 юни. Освен това кралят иска да проведе т.нар. Кралска сесия, на която да сложи край на настъпилия разнобой сред депутатите от трите съсловияи да въведе ред.
Без да са известени предварително и опасявайки се от репресии, 577 депутати начело с Жан Силвен Байи се събират в разположената недалеч зала за игра на топка (жьо дьо пом (на френски: jeu de paume).
Там те обсъждат разгорещено какво да предприемат. Първото направено предложение е на радикалния абат Сийес: да преместят заседанията си в Париж, където техните привърженици ще ги защитят от намесата на краля. Други, като консервативните депутати Малуе (Pierre-Victor Malouet) и Жозеф Мартен-Дош настояват, че всяко решение на събранието трябва да получи одобрението на краля. Предложението за полагане на клетва идва от Муние (Jean-Joseph Mounier), депутат от групата център-дясно, който е привърженик на независимото вземане на решения от страна на Националното събрание и остро се възпротивява да включи получаването на кралско одобрение в предложението си.
Така 576 депутати полагат тържествена клетва да не се разотиват и да заседават дотогава, докато не приемат конституция на Франция. Единствено Жозеф Мартен-Дош, представител на Кастелнодари в Лангедок-Русийон, отказва да положи клетвата.. На практика това означава, че събранието не може да бъде разпуснато от краля, и е по същество революционен акт. Въпреки това, повечето депутати на третото съсловие не са против краля. Преобладават умерените депутати, които смятат, че кралят ще приеме тяхната страна в предстоящата Кралска сесия. Едва след реакцията на краля и Кралския съвет срещу предлаганите реформи през лятото на 1789 г. променя тяхното отношение.

## Текст
Националното събрание, считайки, че е призвано да състави Конституцията на кралството, да възстанови обществения ред и да запази истинските принципи на монархията; че не може да бъде възпрепятствано да продължи разискванията си, на каквото и място да бъде принудено да заседава; и че навсякъде, където са събрани членовете му, там е Националното събрание, постановява: всички членове на това Събрание да положат веднага тържествена клетва да не се разделят никога и да се събират навсякъде, където обстоятелствата го изискват, докато Конституцията на кралството не бъде изработена върху здрави основи; и че след полагането на въпросната клетва всички членове и всеки от тях поотделно ще потвърдят с подписа си това непоклатимо решение.
—Национално събрание, Френската революция в текстове и документи 1789 – 1799 с.46В оригинал 
L’Assemblée nationale, considérant qu’appelée à fixer la constitution du royaume, opérer la régénération de l’ordre public et maintenir les vrais principes de la monarchie, rien ne peut empêcher qu’elle continue ses délibérations dans quelque lieu qu’elle soit forcée de s’établir, et qu’enfin, partout où ses membres sont réunis, là est l’Assemblée nationale; Arrête que tous les membres de cette assemblée prêteront, à l’instant, serment solennel de ne jamais se séparer, et de se rassembler partout où les circonstances l’exigeront, jusqu’à ce que la Constitution du royaume soit établie et affermie sur des fondements solides, et que ledit serment étant prêté, tous les membres et chacun d’eux en particulier confirmeront, par leur signature, cette résolution inébranlable.

## Картина на Давид
На следващата година „художникът на революцията“ Жак-Луи Давид получава поръчка да изобрази събитието на монументално платно от 10 на 6 метра. Идеята му е това да стане най-грандиозният проект на младата република в областта на изкуството. Той иска да изобрази всички депутати обърнати с лице към Жан Силвен Байи, изразявайки своята подкрепа. Единствен отказва да положи клетвата депутатът Мартен-Дауш (Martin-Dauch) и той е изобразен в долния десен ъгъл като контрапункт на общия ентусиазъм. В горната част са прозорците с лицата на публиката
Имайки намерение да изобрази стотиците депутати, Давид извършва значителна подготвителна работа и прави много портретни ескизи, които са много детайлни и разпознаваеми. Финансирането на проекта обаче бързо се изчерпва. Художникът се опитва да събере средства, като продава щампи с ескизите, но те не се харчат. Конвентът отказва да финансира завършването на картината. С радикализирането на революцията много от депутатите, взели участие в клетвата, се превръщат от герои в предатели. Направена е преоценка и на ролята на граф Мирабо. По тази причина Давид прекратява работата си през 1794 г. и платното му остава незавършено.